# Rhacophorus jarujini
Rhacophorus jarujini är en groddjursart som beskrevs av Matsui och Somsak Panha 2006. Rhacophorus jarujini ingår i släktet Rhacophorus och familjen trädgrodor. IUCN kategoriserar arten globalt som otillräckligt studerad. Inga underarter finns listade i Catalogue of Life.